# کوسه‌سانان
کوسه‌سانان راسته‌ای از جانوران آبزی هستند.